# Tebesbest
Tebesbest ou Tabisbast est une commune de la wilaya de Touggourt en Algérie.